# Азеластин
Азеластин — синтетичний препарат, що є похідним фталазинону, та належить до антигістамінних препаратів ІІ покоління, для місцевого застосування. В основному використовується як назальний спрей для лікування алергічного риніту (сінна лихоманка або поліноз) і як очні краплі при алергічному кон'юнктивіті. Азеластин застосовується у США із 1996 року під торговою маркою «Астелін».

## Фармакологічні властивості
Азеластин — синтетичний препарат, що є похідним фталазинону, та належить до антигістамінних препаратів ІІ покоління. За хімічним складом є рацематом двох енантіомерів — R(-) та S-азеластину. Механізм дії препарату полягає у селективному блокуванні Н1-рецепторів гістаміну. Препарат знижує проникність капілярів, попереджує розвиток та полегшує перебіг алергічних реакцій негайного типу. Азеластин має здатність гальмувати дегрануляцію опасистих клітин та базофілів, знижувати виділення та пригнічувати синтез медіаторів запалення (гістаміну, серотоніну, лейкотрієнів), що сприяє попередженню бронхоспазму та гальмуванню розвитку ранньої та пізньої стадії алергічних реакцій та місцевих запальних процесів; а також зменшенням проліферації та диференціації Т-лімфоцитів під впливом антигенів. При місцевому застосуванні ефективно та швидко зменшує симптоми алергічного риніту та алергічного кон'юнктивіту. На відміну від антигістамінних препаратів І покоління, азеластин погано проходить через гематоенцефалічний бар'єр і практично не має седативного ефекту, та дії на м-холінорецептори та адренорецептори.

### Фармакокінетика
Азеластин швидко та добре всмоктується при інтраназальному застосуванні зі слизових оболонок дихальних шляхів, біодоступність після інтраназального застосування становить близько 40%. Препарат також добре всмоктується при пероральному застосуванні, біодоступність при цьому становить 75%. Препарат добре зв'язується з білками плазми крові. Початок дії азеластину спостерігається приблизно за 15 хвилин після інтраназального застосування. При закапуванні в очі ефект препату розпочинається через 3 хвилини після використання азеластину. При пероральному використанні створює високі концентрації в легенях. Азеластин погано проходить через гематоенцефалічний бар'єр. Азеластин проходить через плацентарний бар'єр та виділяється в грудне молоко. Метаболізується препарат у печінці з утворенням активного метаболіту десметилазеластину. Виводиться азеластин із організму переважно нирками у вигляді метаболітів. Період напіввиведення препарату становить 22 години, метаболіту десметилазеластину — 54 години, цей час може збільшуватися при нирковій недостатності.

## Показання до застосування
Азеластин застосовується при сезонному та цілорічному алергічному риніті та алергічному кон'юнктивіті.

## Побічна дія
При застосуванні азеластину побічні ефекти спостерігаються рідко та відносяться до легких побічнихефектів або ефектів середньої інтенсивності. Найчастіше спостерігаються сухість у роті (у 19,7% випадків застосування) та сонливість (11,5%). Інші побічні ефекти — подразнення слизової оболонки порожнини носа та кон'юнктиви, головний біль, запаморочення, нудота, висипання на шкірі та системні алергічні реакції спостерігаються рідко або вкрай рідко.

## Протипокази
Азеластин протипоказаний при підвищеній чутливості до препарату, при вагітності та годуванні грудьми. Препарат не застосовують дітям, молошим 6 років.

## Форми випуску
Азеластин випускається у вигляді 0,1% спрею для інтраназального застосування у флаконах по 10 мл; 0,05% розчину у вигляді очних крапель у флаконах по 6 та 10 мл; випускався також у вигляді таблеток по 0,002 г.